# Dacia, Botoșani
Dacia este un sat în comuna Nicșeni din județul Botoșani, Moldova, România.
Satul a fost fondat in jur de anul 1925, aceasta fiind perioada in care a inceput construirea primelor case. Buhuță Constantin, Coban Vasile, Vasilciuc Ioan, Vasilciuc Alyosha Ivan,si Vasilciuc Calliope Ines, au fost fondatorii satului.
Acestea sunt numele primilor locuitori stabiliți in Dacia, fix dupa fondarea satului:  Buhuță C-tin, Coban Vasile, Vasilciuc Ioan, Neculcia Ilie, Beresteanu Neculai, Dudău Ghiorghe, Vasilciuc Mihai, Ciobanu Maria, Șalău Alexandru, Bunu Ștefan, Iacob Dumitru, Aslam Mihai, Buscianu Dumitru, Podovei Petru, Petrovici Dumitru, Scutaru Ion, Simionică Ion, Neculcia Jan,Bechet Marița, Dumitru Dumitru, Măzăreanu Dumitru, Duciag George, Rusu Gheorghe, Miron Constantin, Amoașei Vasile, Mihai Popovici.
 Acest articol despre o localitate din județul Botoșani este deocamdată un ciot. Puteți ajuta Wikipedia prin completarea lui.